# 星飛雄馬
星 飛雄馬（ほし ひゅうま）は、梶原一騎原作・川崎のぼる作画の野球漫画・アニメ『巨人の星』の主人公である架空の人物。左投げ左打ち（『新・巨人の星』では右投げ左打ち）、投手。アニメ版での声優は古谷徹。子供時代の回想シーンでは堀絢子、ごく一部を野沢雅子が担当している。
- 『新約「巨人の星」花形』に登場する星飛雄馬については、そちらの項の記載を参照の事。

## 来歴

### 幼少期
生年月日は公表されていない。
不安定な収入しか得られない職に就き極貧生活を送っている、元巨人軍選手の父・一徹と母親との間に第二子、長男として生まれる。他に肉親は、姉・明子がいる。幼くして母を亡くす。以後父に“大リーグボール養成ギプス”と呼ばれる、筋力増強を目的とした身体装着型器具を常に使用しての生活を強いられ、生来右利きでありながら箸や鉛筆を左手に持たされるなど、狂気じみた野球の英才教育を受け、野球と父を恨みながら育つ。そのアニメーション中で、チャブ台をひっくり返すシーンはスパルタ教育（スパルタン）でもある。
この時期は父と野球の呪縛から解き放たれることをひたすらに願う日々を送っていたが、読売ジャイアンツ入団前の王貞治や長嶋茂雄、そして生涯のライバル・花形満と出会い、野球の素晴らしさを知り、読売ジャイアンツ入団を目指す決意をする。彼の球質を語る上で筆頭に挙げられる事の多い“針の穴をも通すコントロール”は、すでにこの頃から見る事が出来る。
幼少及び高校時代に比べて中学時代の飛雄馬の生き様は明らかではない。番外編で、体育の時間に野球の紅白戦で活躍し、鉄棒の大車輪も披露した様子が描かれているが、中学野球部に入っていたかどうか不明。

### 青雲高校時代
一徹は自分の見込んだ伴宙太に飛雄馬とのバッテリーを組ませたかったため、飛雄馬に富裕層の子息が大勢通う“お坊ちゃま高校”・青雲高校にあえて入学を指示。伴とは確執を経て徐々に友情を深め、以前は弱かった青雲高校野球部を甲子園へと導く（なお、野球部入部最初の背番号は「15」）。1967年の全国高等学校野球選手権大会では（まるで民謡のような）応援歌をバックに力投。最終的に青雲高校は左門豊作の在籍する熊本農林高校に打ち勝ち決勝進出、花形の率いる紅洋高校と対決することに。しかし、準決勝で左門の折れたバットによって爪を怪我、決勝では“血染めのボール”を力投するが、最終的には投球する事もままならないようになり敗退、準優勝となった。
飛雄馬は先輩投手・小宮の名誉のため負傷を隠そうとし、花形にも「公開しない」ように約束させる。しかし、一旦、血染めの打球は観客席に入っており、拾った客も「それにしてもこのボール」と不思議そうに見てから、花形にボールをノーバウンドで送球した。
大会終了後、決勝戦で負けた相手高が伴の父親・大造の商売敵の御曹司（花形）が率いる高校であったこと、またその宿敵に敗れておきながら敵の施しを受けるかのような涙ながらの抱擁などから、大造の子供じみた怒りに触れて野球部は解散を命じられる（大造は青雲高校のPTA会長もつとめる高校の有力なスポンサーでもあった）。星の友人・牧場春彦は義憤に駆られ大造を闇討ちするが、ちょうど現場に居合わせた飛雄馬が、犯人として疑われることとなってしまう。伴は残念会として設けた闇鍋の席でそれを帳消しにしようとしたが、あくまで自分が犯人ではないと主張する飛雄馬に対して、伴は絶交宣言。飛雄馬は牧場の犯行を目撃していたが、牧場を庇うため、そして野球部を守るため、自分を「最重要容疑者」とさえ称した校長や伴大造の前で退学届を提出、「もし自分が犯人だとしても自分の退学処分でけりはつくはず」と言い残し青雲高校を去った。退学を知った牧場は真犯人は自分だと伴に告白し、伴も、親友を信じられず疑った上、絶交までした自分が情けないと後悔する。

### 巨人軍へ
“飛雄馬退学”の話はいつしかプロ野球界を席巻し、花形が飛雄馬を推薦する私信と血染めのボールを川上監督に送ったことで、飛雄馬の負傷も世間に知られる事となった。飛雄馬は「花形が約束を破った」と受け取ったが、実際は川上監督の反応を記者が偶然聞いただけだった。巨人を除くほとんど全球団のスカウトが飛雄馬の家（長屋）に集結した。中には「契約金一千万円（今の価値で約一億円)」の話も出た。しかし、巨人は「決勝戦で怪我をするということはどこかに欠陥があるということだ」という川上の鶴の一声もあり、訪問しなかった。なお、血染めのボールが送られる前にも、学園を除名処分にされた飛雄馬を憐れんで広島からスカウトが来ていた。
高校を退学し、伴とも絶交させられ全てを失った飛雄馬の心は、寂しさのあまり「自分を認めてくれる球団がある」と一時他球団へも動いた。しかし一徹は飛雄馬の気持ちを叱責し「入団すべき球団は巨人あるのみ」と他の球団のスカウトを完全拒否。川上監督も「親子二代に渡って巨人から締め出すことになる」とペナントレースの真っ只中に入団テストを執行する。狙いは星飛雄馬がテストを受けに来る事。飛雄馬は父のスパイクを履き、多摩川グラウンドに向かう。
闇討ち事件の真相を知った伴も、飛雄馬に謝り、仲直りをして供に巨人の入団テストを受ける。100m走でテスト通過後、速水譲次が現れ、圧倒的なタイム差をつけられる。しかし投球テストで逆に差を付ける。最後の速水と飛雄馬の勝負で、速水の妨害を父の編み出した魔送球で討ち取り正式合格（速水も伴も補欠合格）。
1967年秋に巨人にテスト生として入団を果たし、その後に努力と将来性を認められて遂に正選手となる。この時、川上哲治の永久欠番である“背番号16”を引き継いだ。なお、飛雄馬が入団テストに合格した直後、川上監督は星家に直行し父一徹に詫びを兼ねて、飛雄馬を北条時頼「鉢の木」に例えた話をする。早く戻りすぎた飛雄馬は裏方でその話を聞き、自分に偉大な理解者がいたと感動する。また“背番号16”を引き継いだ話もしているが、これは後に飛雄馬が大リーグボール1号を打たれた後に、姉の明子から聞かされる。

### 速球投手期～大リーグボール1号完成へ
1967年は2軍で過ごす（シーズン終了間際にイースタンリーグ・対東映戦にて一安打完封でプロ初勝利を記録。しかし、この試合でのスコアが、左門に飛雄馬の欠点を確信させることになる）が、1968年には台湾キャンプに選抜、紅白戦でも好投し、そのまま1軍にとどまる。後楽園球場の対阪神戦でオープン戦に登板し、宿敵・花形とプロの試合で初対決。軽い球質の欠点に気づいていた花形からあわや本塁打という一撃を食らうが、ライト・国松彰の身体を張った超ファインプレーで救われる。以後しばらくの間は幼い頃から培った絶妙のボールコントロールと速球を生かし相応の成績を重ね、開幕試合の対大洋戦ではベンチ入りを果たし、宿願の巨人投手として公式戦初登板を果たす。
しかし、プロ野球選手としては小柄な体格の彼は“球質が軽い”という致命的な欠点を徐々にライバル達に見抜かれていた。1968年の巨人x大洋開幕戦、開幕投手・金田正一が打ち込まれ序盤に大量リードを許すも、徐々に巨人が反撃し追い上げムードの終盤、左の代打・アグリー向けのワンポイントリリーフで登板した飛雄馬へ、大洋ベンチは刺客として“代打の代打”・左門豊作を送る。未だ自分の投球能力を信じたい飛雄馬は巨人ベンチの敬遠指示を無視して真っ向勝負。結果、すでに飛雄馬の弱点を完全に見切っていた左門は星へ痛恨のだめ押し3ランを見舞う。そのまま巨人を敗戦に追い込んだ形になった飛雄馬は自責の念と自分がプロで通用しなくなった絶望に囚われ、球場からユニフォームを着たまま失踪。一時は完全に虚脱状態になっていたが、隠遁先の鎌倉での参禅、僧侶との講話からヒントを得、奇妙奇天烈な特訓を経て遂に“魔球”大リーグボール1号を編み出し、奇跡の復活を遂げた。

### 大リーグボール1号敗れる
飛雄馬は1号を駆使してライバルの花形、左門などを打ち取りながら、結局その年9連勝を果たす。巨人時代における彼の第一次絶頂期であったが、ライバル達は再び牙を剥き始める。まず、甲子園での阪神戦において命がけの特訓を行った花形により1号は打たれ、同年の日本シリーズでは同じ特訓を行った阪急・スペンサーと対決し、50円玉を使った特訓で強化した1号で打ち取るものの、すでに1号は“無敵の魔球”ではなくなっていた。
同年オフ、日米野球ではオズマとの対決で様々な煩悩に悩まされ、同時に秋季宮崎キャンプでは悲しい恋を経験、再び虚無感に陥り、野球に集中できず、翌1969年は二軍でのスタートとなる。その後、花形の鉄拳を交えた忠告で何とか立ち直り、ライバル以外には打たれずに済んでいた1号で復活する。しかし、突如球界に復帰した父・星一徹コーチの指導を受けたオズマに完全に打ちこまれ、ここに1号は完全に命脈を絶たれる形となった。

### 大リーグボール2号
その後一時的に自暴自棄な日々を送るが、自宅マンションの屋上でまりを突く少女の姿にヒントを得て大リーグボール2号を編み出し、第2次絶頂期を迎える。その翌年（1970年）、長年公私に渡って“女房役”を務め上げていた盟友・伴がトレードで中日に移籍する。伴は一徹による大特訓の後、飛雄馬への刺客と変貌を遂げ、飛雄馬と開幕戦で対決する。2号はすんでのところで打たれるところだったが、一徹コーチのサインミスでピッチャーフライに終わった。しかし、結局2号は阪神戦で花形に打たれる。ただし正確には「完全大リーグボール2号」が打たれたわけではない。その打席で、花形の施策で一本足打法の格好をした花形に対して、星が勝手に「何かの奇策では？」と思い込んで、足が上がらず、消えない大リーグボール2号を投げた為、容易に打たれた。その後、「ヘルメットを落とす」「バットスイング」「水をまく」と言った方法で消えない工夫を打者が凝らし打ち込まれている。が、完全に消えている大リーグボール2号を打った打者はその後もいない。

### 大リーグボール3号
失意の中、オールスターファン投票で平松政次を押さえ、堀内恒夫、江夏豊に次ぐ3位に食い込む。今度は失踪したりはせず、一応オールスター戦に臨むが、気力の低下は否めなかった。そんな頃の移動日、飛雄馬は車中で出合った不良少女・京子（後の左門豊作の妻）のリンゴを投げた姿に天啓的ヒントを得て、大リーグボール3号を編み出す。3号は1号・2号を打ち込んだライバル達をも攻略に手こずる魔球として絶対的な威力を発揮、この時期、彼は少なくとも記録上はプロ野球人生史上最も輝かしい時期をおくる事となった。

### 破滅的引退へ
だが、この頃より激情家として知られる性格が一転、何かを悟りきったかの如き状態になり、ファンや周囲を大切にする姿勢も徐々に薄れていく。これは3号が彼の（左投手としての）選手生命を確実に絶つ、文字通りの“魔球”である事を知っていたからだった。この頃「スター千一夜」に出演して（当時の）各界の有名人（藤圭子、沢村忠ら）と対談した際は、場の空気を完膚なきまでにぶち壊す発言を連発、司会の石坂浩二を困惑させた事もあった。ライバル達も彼の変化を敏感に察知、次第に彼の悲壮な覚悟に気付き始める。そして対中日戦で完全試合を達成、球史に名を残した代償として左腕を完全に壊し、選手生命を失う。（ここから原作版）翌年（1971年）オフ、左門と京子の結婚式を密かに見届けた彼はどこへともなく姿を消し、以降数年間は完全に消息を絶った。

### 引退から復帰の間
飛雄馬は左腕を壊して失踪した後、1973年ごろに正体を隠して宮崎の日向三高野球部の入部予定者数名を短期間だけコーチした。
1976年に連載が始まった『新・巨人の星』の冒頭、「泥濘（でいねい）の章」で述べられた一徹と明子の台詞によると、花形満と星明子の結婚式があった日、失踪中だった飛雄馬は式場に祝電を送っただけで姿を見せなかったという。しかし、1968～1971年のアニメ版を再編集し、2002年にWOWOWで放送された『巨人の星【特別編】猛虎 花形満』の最終回では、左腕を壊した飛雄馬が球場を去ったオリジナルのラストシーンの後に花形と明子の「その後」まで追加され、花形と明子の結婚式が行われた教会に飛雄馬も駆けつけ、花形に野球の大リーグボール3号3球対決の時のボールを渡している。

### その後（新・巨人の星～巨人のサムライ炎～それ以降）
失踪から数年後、『新・巨人の星』では当時低迷する“長嶋ジャイアンツ”の元に当初は代打・代走選手として、更に右腕投手として不死鳥のごとく甦り、復帰を果たす（背番号は長嶋茂雄現役時代の3番を引き継いでいる）。
アニメ版最終回では父・一徹の死を見届けた後アメリカ・大リーグへ野球留学へと旅立つところで終わっているが、後年、本作と世界観を共有する野球漫画『巨人のサムライ炎』（画・影丸穣也）では現役を引退し、長嶋巨人の二軍コーチとなる事が確認され、この漫画では一徹も存命している。一徹は『巨人の星』の大リーグボール1号の時期に川上監督から巨人二軍コーチ就任を要請されるが断っている。結果としては飛雄馬が父親に代わって古巣の希望に応えた形になる。なお、『サムライ炎』は長く絶版状態だったが、2004年9月に海苑社から復刻された。ただし、最終巻は発売されていない。
星飛雄馬の大リーグボール右1号（蜃気楼の魔球）のあと、飛雄馬は未知の「第二の魔球」を思い描いていたが、江川卓入団後の1979年のシーズン中、長嶋監督は来季契約できないことを飛雄馬に告げ、飛雄馬にコーチ就任を要請。飛雄馬は入団前の水木炎を鍛えるため、その場で二軍コーチ就任を希望する。もし、このまま飛雄馬が現役を続けたら、「新魔球を開発し、花形や左門に打たれ、また新魔球」という繰り返しが以前のように続き、最終的に飛雄馬の右腕まで破壊される可能性があった。1976年に飛雄馬が復帰した当時、長嶋は「いかに大巨人軍でも一人の男の両腕を奪うわけにはいかない」として大リーグボールを避けたい意向を述べていた。長嶋は飛雄馬の右腕がまだ無事な内に、指導者として球団に貢献してもらおうと判断したとみられる。
その後、水木炎は巨人の入団テストに合格。水木は飛雄馬から大リーグボール養成ギプスを受け取り、こうして飛雄馬の二度目の野球人生は終わりを告げた。それ以降は同作品には登場していない。
アニメ版「新巨人の星II」ではまったく異なった展開となり、「史実」では広岡ヤクルトに敗れた長嶋巨人だが、物語では巨人は優勝し、日本シリーズでも優勝する。飛雄馬は大リーグボール左1号、2号、3号、右1号を取り混ぜ完全試合を達成し、シリーズMVPを獲得する。時を同じくして明子が子供を産み、一徹が伴に見取られ死亡する。翌年、飛雄馬は長嶋邸で長嶋に別れの挨拶を告げて巨人を退団し、これからも野球一筋で生きていくことを一徹の墓石に誓い、仲間が見送る中、野球留学のためにアメリカへと船で旅立って行った。
『巨人の星【特別篇】 父 一徹』の最終回では引退から12年後を描いており、引退後アメリカでコーチとして学び、南米、中東、今はアフリカで子供たちに野球を教えており未婚であることが一徹により語られている。
NHKラジオの特別番組「あざやかにスポーツシーン」内でラジオドラマ版「巨人の星'95」が放送された。いまだ現役の飛雄馬がオールスターでイチローと対戦する内容。古谷徹、加藤精三らが声優を務めた。「こひゅうま」と一徹が呼ぶ、飛雄馬の子供が登場するが、花形や左門は登場しない。 
日本テレビ系列で放送された、「前田武彦の天下のライバル」という著名人を競わせたバラエティ番組の一コーナーで、1969年9月6日に「巨人の星対鉄腕アトム」というアニメが放送された（偶然であるが、アトムが天馬博士によって誕生した当時の名は「飛雄＝とびお」であった）。これは飛雄馬達がアトムの住む未来（21世紀）に行き、アトムと野球の試合をするというコラボレーション企画であった。なお、アニメ制作は虫プロダクションで、アトムの声優はアニメ版同作品のそれとは異なっていた。

## 野球選手のとしての能力
左打ち左投げの投手。星一徹の英才教育で身についた抜群の制球力と全盛期の金田正一並と称された球速があり、高校時代は一年生ながら無双するほどの活躍見せる。一方で、弱点としては球質が軽く被本塁打率が高いとされる（高校時代では球に当たることができず気が付かれなかった）。
その弱点を克服するために大リーグボールの開発に勤しむことなる。『新』では右投げに転向すると、逆に球速は速くて、球質が重くなった。またシュートやカーブという変化球も利用した。
打撃は高校時代は好打者として3番バッターであったがプロに入ると貧打となってしまった。『新』では打撃練習をして代打専門での巨人復帰を願っていた。

## 人物像について
- 性格面

喜怒哀楽が激しく、感受性が豊かで涙もろい。驚いたり感動したりすると、心の中に「がーん」という音を響かせ、「うっ!」といいながら手刀を構えるかのように左手をあごの前に持ってくる癖がある。極端に自分を責めるストイックな性格から、往々にして自らに過酷な練習を課し、一時は自らを破滅へと導くが、何度倒れても立ち直る不死鳥のような生き様が当時の読者の共感を呼んだ。
「常に目標に向かって進む」ことをモットーとしながら、決め球を打たれ本塁打になるたびに絶望し、日高美奈の最期のときも野球を捨てる気になったことがある。特異な家庭環境が原因なのか常軌を逸脱している所もあるが、基本的に素直で正義感が強く他人を思いやる好青年である。勉学も優秀だった（詳細は後述）。
- 自己中心的でチームより父親

父・一徹の厳しさには反発を示すことも多かったが、たまに一徹から逆に優しくされたときにはかえって傷ついていたようである。小学校時代の花形との対決の際の草野球チームや中学校での体育の授業（外伝）を除いては、長い年月、父・一徹とのマンツーマンの練習ばかりであったためか、野球が「チームプレー」のスポーツであるという最も基本的な考え方が身についていない描写が随所に見られる。
- 幼少期の顔

幼少期の飛雄馬は頬に3本の線が描かれているが、舞台である昭和30年代の貧しい子供の顔としてよく使われる表現である。常に鼻水を垂らし、それを服の袖などで拭うため、頬に付着してカピカピに固まっている様子を表しているとされる。赤塚不二夫の作品に登場するチビ太やハタ坊も同じく3本線があり、赤塚は鼻水の固まったものだと説明している。

## 語彙・学力について
過酷な幼少～青年時代の生い立ちゆえか、時に自らを野球以外に何も知らない「野球人形」と自嘲することが多いが、その割には文学的な語彙を含めて会話するなど極めて達者かつ饒舌なセリフ回しをする。坂本龍馬の言葉とされる「死ぬ時は前のめりのままで死にたい」を座右の銘としていたが、この他にも武士道の「諫死」も知っていたり、自らの不退転の決意を戦国武将・山中鹿之介の名言「われに七難八苦を与えたまえ」に託したりもしている。
『新・巨人の星』で“ビッグ”・ビル・サンダーに英語で礼が言えないため、やおら彼にマッサージを施し、肉体で感謝の意思を表したこともある。なお青雲高校の入学試験では学科は全科目ほとんど満点だったことが確認されていた。少年時代に大リーグボール養成ギプスをはめられた当初、「おれは、ばりばり勉強してアルバイトしながら一流大学に進みこんなどん底生活からぬけだしたいんだ」と言っているシーンがある。

## アニメ版のピッチングフォームについて
アニメの制作を手がけた読売テレビ・プロデューサー・佐野寿七は「巨人に入団してからの飛雄馬のピッチングフォームは、当時の左のエースだった高橋一三をモデルにしました。多摩川グラウンドで投げてるところをカメラで撮影して、それを参考にアニメしました。当時まだ売り出し中だった新浦壽夫をモデルに、という声もありましたが、結局は高橋一三になりました」と話している。また杉下茂は「小柄な日本人投手にとっては、飛雄馬のように足を高く上げるフォームは理想的なものである」と評価している。
なお、原作で作画を担当した川崎のぼるは、「（花形満のモデルとした）村山実は『巨人の星』のキャラクターの中で唯一存在したモデル」と語っており、原作の飛雄馬には実在の特定のモデルはいないことになる。

## 名前について
『巨人の星』が連載終了した翌号の「週刊少年マガジン」1971年1月24日号に掲載された梶原一騎と川崎のぼるの対談によると、企画段階での主人公の名前の第一候補は「明星（みょうじょう）」を逆さにした「星 明（ほし あきら）」だったが、原作者が人間成長ドラマを描くということで、宮本武蔵と坂本龍馬のイメージを重ね合わせ、人間的に悩みながら成長するという意味で英語の「HUMAN」（人）から「飛雄馬」にしたという。「明（あきら）」という名は飛雄馬の姉の名前に採用され、「明子」（あきこ）となった。宮本武蔵と坂本龍馬はどちらも一徹が飛雄馬に語った人生訓話に出てきており、飛雄馬の人生に大きな影響を与えた。
また星飛雄馬にあやかって息子に「飛雄馬」と名付けた人もいた。特にお笑いコンビ「モンキーチャック」の星飛雄馬は父が読売ジャイアンツのファンであったことから「飛雄馬」の名を付けられ、同姓同名であることを自虐ネタとしている。また2011年のドラフト会議にて横浜ベイスターズから7位指名を受け入団した松井飛雄馬内野手（三菱重工広島、母親が作品のファンだったため命名）は、登録名を「飛雄馬」としているほか、歌手の石崎ひゅーいも「飛雄馬」と「ゾーイ」を混ぜて「ひゅーい」と名付けられた。

## その他
- 2000年7月にはダイハツ工業の小型ミニバン「アトレー7」のCMキャラクターに起用された。内容は当時巨人の高橋由伸との対決という演出だった。「大リーグシート 完成篇」と「感動編」の2種類。
- 2004年のドラフト会議で巨人から6巡目指名の星孝典捕手（東北学院大学）が入団し、チーム創立以来初の巨人の「星」が誕生した。
- 2010年NTT番号情報株式会社が運営するiタウンページのプロモーションキャラクターとして星飛雄馬など巨人の星登場キャラクターを使用。
- 2012年1月16日から同年12月までKDDI、および沖縄セルラー電話が展開するauブランドのイメージキャラクターとして星飛雄馬が起用された[17][18]。
- アニメ『巨人の星』の第92話「折り合わぬ契約」では、飛雄馬がライバルのアームストロング・オズマから「お前は野球ロボットではないか」と煽られたことをきっかけに、人間らしさを取り戻そうとクリスマスパーティを開催する場面が描かれている[19][20]。結果として招待した姉や友人は誰も現れず飛雄馬が荒れ狂う姿が描かれているため、インターネット上で話題になることも多い[19]。この回は2014年11月12日放送の『マツコ&有吉の怒り新党』（テレビ朝日）の「新・3大スポ根アニメの脱線回」で取り上げられたほか[19]、トムス・エンタテインメントの公式Youtubeチャンネルでは「伝説のクリぼっち回」として紹介されている[21]。